# Kardinalska imenovanja pape Klementa XIII.
Papa Klement XIII. za vrijeme svoga pontifikata (1758. – 1769.) održao je 7 konzistorija na kojima je imenovao ukupno 52 kardinala.

## Konzistorij 11. rujna 1758. (I.)
1. Carlo Rezzonico, mlađi, tajnik Memoriali, papin nećak[a]

## Konzistorij 2. listopada 1758. (II.)
1. Antonio Marino Priuli, biskup Vicenze
2. François-Joachim de Pierre de Bernis, kanonik prvostolnoga kaptola u Lyonu, Francuska

## Konzistorij 24. rujna 1759. (III.)
1. Ferdinando Maria de Rossi, carigradski naslovni patrijarh, vicegerent Rimskoga vikarijata
2. Ignazio Michele Crivelli, cezarejski naslovni nadbiskup
3. Ludovico Merlini, atenski naslovni nadbiskup, predsjednik Urbina
4. Filippo Acciaioli, petranski naslovni nadbiskup
5. Luigi Gualterio, mirski naslovni nadbiskup
6. Girolamo Spinola, laodicejski naslovni nadbiskup
7. Antonio Maria Erba-Odescalchi, nicejski izabrani naslovni nadbiskup, prefekt Papinskoga kućanstva
8. Sante Veronese, padovski biskup
9. Ludovico Valenti, riminski izabrani biskup, prisjednik Svete kongregacije rimske i opće inkvizicije
10. Giuseppe Maria Castelli, glavni blagajnik i generalni preceptor bolnice S. Spirito in Sassia
11. Pietro Francesco Bussi, dekan saslušatelja kauza Apostolske palače
12. Gctano Fantuzzi, saslušatelj kauza Apostolske palače
13. Giuseppe Agostino Orsi, O.P., meštar Apostolske palače
14. Pietro Girolamo Guglielmi, tajnik Svete kongregacije za biskupe i redovnike
15. Giuseppe Alessandro Furietti, tajnik Svete kongregacije Tridentskoga sabora
16. Pietro Paolo Conti, tajnik Svete kongregacije za dobro upravljanje
17. Niccolo Maria Antonelli, tajnik Svete kongregacije za širenje vjere
18. Lorenzo Ganganelli, O.F.M.Conv., konzultor Vrhovne svete kongregacije rimske i opće inkvizicije[b]
19. Giovanni Costanzo Caracciolo, glavni saslušatelj kauza Apostolske palače
20. Niccolo Perelli, glavni blagajnik Apostolske komore
21. Marcantonio Colonna, mlađei, prefekt Apostolske palače
22. Andrea Corsini, apostolski protonotar, nećak pape Klementa XII.

## Konzistorij 23. studenoga 1761. (IV.)
1. Buenaventura de Córdoba Espínola de la Cerda, neocezarejski naslovni nadbiskup i zapadnoindijski patrijarh, Španjolska
2. Christoph Anton von Migazzi, bečki nadbiskup, Austrija
3. Antoine Clériadus de Choiseul de Beaupré, bezansonski nadbiskup, Francuska
4. Jean-François-Joseph Rochechouart de Faudoas, laonski biskup, Francuska
5. Franz Christoph von Hutten, spirski biskup
6. Enrichetto Virginio Natta, O.P., biskup Albe
7. Giovanni Molino, biskup Brescije
8. Louis-César-Constantin de Rohan-Guéménée-Montbazon, strasburški biskup, Francuska
9. Baldassare Cenci, kanonik Bazilike sv. Petra i tajnik Konzulte
10. Cornelio Caprara, rimski guverner i vice-kamerlengo Svete Rimske Crkve

## Konzistorij 18. srpnja 1763. (V.)
1. Simone Buonaccorsi, član Signature milosti i tajnik Svete kongregacije za biskupe i redovnike
2. Andrea Negroni, apostolski protonotar i saslušatelj Njegove Svetosti

## Konzistorij 21. srpnja 1766. (VI.)
1. Giovanni Ottavio Bufalini, kalcedonijski naslovni nadbiskup, prefekt Apostolske palače
2. Giovanni Carlo Boschi, atenski naslovni nadbiskup, prefekt Papinskoga kućanstva

## Konzistorij 26. rujna 1766. (VII.)
1. Ludovico Calini, antiohijski naslovni patrijarh, preceptor apostolske nadbolnice S. Spirito in Sassia
2. Niccolo Serra, mitilenski nadbiskup, glavni saslušatelj kauza Apostolske palače
3. Niccolo Oddi, ravenski nadbiskup
4. Antonio Branciforte Colonna, solunski naslovni nadbiskup, predsjednik Urbina
5. Lazzaro Opizio Pallavicini, lepantski naslovni nadbiskup
6. Vitaliano Borromeo, tebanski naslovni nadbiskup
7. Pietro Colonna Pamphili, kolosanski naslovni nadbiskup
8. Giuseppe Simonetti, petranski naslovni nadbiskup, tajnik Svete kongregacije za biskupe i redovnike
9. Urbano Paracciani, fermski nadbiskup
10. Filippo Maria Pirelli, damaščanski naslovni nadbiskup, tajnik Svete kongregacije Tridentskoga sabora
11. Enea Silvio Piccolomini, rimski guverner i vice-kamerlengo Svete Rimske Crkve
12. Saverio Canali, glavni blagajnik Apostolske komore
13. Benedetto Veterani, prisjednik Svete kongregacije rimske i opće inkvizicije